# Moshe Romano
Moshe Romano (em hebraico: משה רומנו - Tel-Aviv, 6 de maio de 1946) é um ex-futebolista israelense.

## Carreira
Atuou em dois clubes, ambos de sua cidade natal: o Shimshon Tel-Aviv e o Beitar Tel Aviv, onde deixou de atuar profissionalmente.
Disputou a Copa do Mundo FIFA de 1970, única disputada por Israel.